# توب اوبادي
توب اوبادي (بالإنجليزية: Tope Obadeyi)‏ (29 أكتوبر 1989 ببرمنغهام في المملكة المتحدة - ) هو لاعب كرة قدم بريطاني في مركز الهجوم. شارك مع منتخب إنجلترا تحت 19 سنة لكرة القدم ومنتخب إنجلترا تحت 20 سنة لكرة القدم. أما مع النوادي، فقد لعب مع بولتون واندررز وسويندون تاون وشروزبري تاون ونادي بوري ونادي ريو أفي ونادي كيلمارنوك ونادي تشيسترفيلد ونادي بليموث أرجايل ونادي روتشديل.

## وصلات خارجية
- توب اوبادي على موقع قاعدة بيانات كرة القدم.إي يو (الإنجليزية)
- توب اوبادي على موقع Soccerbase.com (لاعب) (الإنجليزية)
- توب اوبادي على موقع Soccerway.com (الإنجليزية)
- توب اوبادي على موقع عالم كرة القدم.نت (الإنجليزية)